# شعبی (مراکش)
شعبی (به معنای «عامه‌پسند») به ترکیبی از موسیقی محلی روستایی و شهری و چندین گونه متفاوت از موسیقی عامه‌پسند مراکش اشاره دارد. ترکیبی از موسیقی محلی روستایی و شهری
این ژانر موسیقی با اجرای موسیقی خیابانی در میدان‌ها و بازارها شروع شد و در کافه‌ها، رستوران‌ها و عروسی‌ها شنیده می‌شود.
گونه‌های روستایی عبارتند از: العيطة و جرة(به معنای «فریاد» ).